# Памукчии (област Стара Загора)
 За другото българско село с име Памукчии вижте Памукчии (Област Шумен).  
Памукчии е село в Южна България. То се намира в община Стара Загора, област Стара Загора.